# هانیبال بروکس
هانیبال بروکس (به انگلیسی: Hannibal Brooks) یک فیلم کمدی جنگی بریتانیایی محصول سال ۱۹۶۹ به کارگردانی مایکل وینر و نویسندگی یان لا فرنایس و دیک کلمنت است که بر اساس داستانی از وینر و تام رایت ساخته شده‌است. در این فیلم الیور رید، مایکل جی. پولارد و ولفگانگ پرایس به ایفای نقش پرداخته‌اند.
این فیلم در مورد تلاش یک اسیر جنگی برای فرار از آلمان نازی به سوئیس در طول جنگ جهانی دوم به همراه یک فیل آسیایی ماده است. ایده فیلم از دفتر خاطرات تام رایت از جنگ الهام گرفته شده بود، زمانی که او اسیر شد و نه ماه را به عنوان یک زندانی برای مراقبت از فیل‌های آسیایی در باغ وحش مونیخ گذراند. با این حال، فرار و تمام اتفاقات بعدی فیلم تخیلی هستند. این عنوان به فرمانده نظامی کارتاژنی هانیبال اشاره دارد که ارتشی را با فیل‌های جنگی بر فراز کوه‌های آلپ رهبری می‌کرد.